# Kolyma (rivier)
De Kolyma (Russisch: Колыма, [kəɫɨˈma]) is een rivier in het westen van het Russische Verre Oosten. Het stroomgebied ligt in de Russische autonome republiek Jakoetië, het autonome district Tsjoekotka en de oblast Magadan.
De rivier ontspringt in een kloof tussen het Tsjerskigebergte en het Verchojanskgebergte en niet in het Kolymagebergte zoals vaak foutief wordt aangenomen. De hoofdstroom heeft haar bron in het Tsjerskigebergte en twee grote zijstromen ontspringen aan de zuidrand van de hoofdbergketen in het Hoogland van Ojmjakon tussen de beide eerder genoemde gebergten. In de Gulagperiode werd er door dwangarbeiders een stuwdam gebouwd iets boven Debin, waar ook de Bottenweg van Magadan naar Oest-Nera met de eerste van twee bruggen de rivier overkruist. De tweede brug ligt bij Oest-Srednekan, waar zich een haven voor steenkoolvervoer bevindt. Vanaf dit punt is de Kolyma bevaarbaar.
Van hieruit stroomt de Kolyma eerst een klein stukje naar het zuidoosten, om aan het einde van het Tsjerskigebergte in noordoostelijke richting verder te stromen langs het goudrijke Kolymagebergte. Vandaar stroomt de rivier in noordwestelijke richting langs het Joekagierenplateau het Oost-Siberisch Laagland in, waar de rivier opnieuw in noordoostelijke richting verloopt. Ten westen van het Anjoejgebergte mondt de stroom in het Laagland van Kolyma met een 150 kilometer brede en 100 kilometer lange mondingsdelta, waarbinnen zich naast een hoofdarm ook een even lang estuarium vormt, dat uitstroomt in de Oost-Siberische Zee van de Noordelijke IJszee.
In de tijd van Stalin was rond de Kolyma het Goelagkampensysteem van de Dalstroj gevestigd, waar honderdduizenden dwangarbeiders werkten in de goudwinning. In die tijd werd met Kolyma niet alleen de rivier, maar ook het hele strafkampengebied aangeduid als 'de Kolyma'.

## In de media
- De verhalen uit de bundel Berichten uit Kolyma (2000) van Varlam Sjalamov spelen zich af in de strafkampen van de Kolyma.

- Gemeinsame Normdatei: 4321334-0
- Nationale Bibliotheek van Tsjechië: ge118014
- Système universitaire de documentation: 123452864
- Virtual International Authority File: 24148570486324310726